# Anton Schobloch
Anton Schobloch (* 5. Dezember 1835 in Altsattl, Königreich Böhmen; † 26. Mai 1900 in Czemin, Königreich Böhmen) war ein böhmischer bzw. österreichischer Unternehmer, Hauptaktionär und Betriebsleiter der Montan- und Industrialwerke A.G., vorm. J.D. Starck.

## Leben
Anton Schobloch war der älteste Sohn des aus Lindau im Bodensee stammenden Conrad Schobloch (1795–1865) und der Theresie Juliana, geborene Jahnl. Seine Großmutter mütterlicherseits war eine Schwester des Montanunternehmers Johann David Starck.
Nach dem Besuch des deutschen Gymnasiums in Pilsen erhielt Schobloch eine kaufmännische Ausbildung und sammelte in Nürnberg, Regensburg und Hamburg praktische Kenntnisse im Handel mit Farben und Anstrichen. 1853 kehrte er nach Böhmen zurück und erhielt eine Anstellung beim Prager Großhändler Johann Baptist Riedl von Riedelstein, der auch als Vertreter der Hütten- und Montanwerke J.D. Starck tätig war. Zwei Jahre später trat Schobloch in das Unternehmen J.D. Starck ein. 1863 wurde ihm Prokura für die Prager und Wiener Niederlassungen erteilt, im Jahr darauf übertrug der Unternehmer Johann Anton von Starck die kaufmännische Leitung des Familienunternehmens an Anton Schobloch und dessen Bruder Conrad (1846–1908). Von Starck, der keine eigenen Nachkommen hatte und niemanden aus der näheren Verwandtschaft zur erfolgreichen Weiterführung seines Unternehmens für geeignet hielt, setzte Anton Schobloch als seinen Universalerben ein und überschrieb ihm testamentarisch ein Drittel des Unternehmens. Zudem verfügte er die Umwandlung des Familienunternehmens mit ca. 6.000 Arbeitern und 100 Angestellten  in eine Aktiengesellschaft. Johann Anton von Starck verstarb 1883. Schoblochs Erbteil umfasste neben dem industriellen Teil auch die Brauerei und weitere Betriebe der westböhmischen Grundherrschaft Czemin. Bis 1885 wandelte Schobloch das Unternehmen zur Montan- und Industrialwerke A.G., vorm. J.D. Starck mit Sitz in Unter Reichenau und fungierte als deren Präsident und Generaldirektor. Zeitweilig war auch sein gleichnamiger Sohn Mitglied des Aufsichtsrates.
Die Herrschaft Czemin bildete den Erbteil der minderjährigen Kinder des verstorbenen Gutsbesitzers Johann Anton Fritsch auf Stienowitz. Als Kurator für diese bestimmte von Starck Anton Schobloch, der das Schloss Czemin zu seinem Wohnsitz machte.
Seit 1886 war Anton Schobloch Mitglied der Prager Handels- und Gewerbekammer und fungierte zudem seit 1887 als Vizepräsident des Verwaltungsrates der Prager Maschinenbau AG (vormals Ruston & Co) sowie seit 1888 als Verwaltungsratspräsident der Böhmischen Union Bank.
Schoblochs politischen Interessen galten der Deutschen Fortschrittspartei. Zu seinem Freundeskreis gehörten die Politiker Franz Schmeykal und Ludwig Schlesinger.
Anton Schobloch engagierte sich stark für die Errichtung eines Staatsgymnasiums in Mies und gehörte danach zu dessen Förderern. Die Stadt Mies würdigte ihn für seine Verdienste mit der Ehrenbürgerschaft.
Schobloch verstarb 1900 auf Schloss Czemin und wurde zunächst in der Starckschen Familiengruft unter der Kreuzerhöhungskapelle auf dem Tuschkauer Friedhof beigesetzt. Im Jahre 1904 erfolgte seine Umbettung auf den Friedhof Olšany in Prag. Seine Witwe übersiedelte nach Dresden zu ihrem Sohn, der sich dort als Privatgelehrter astronomischen Forschungen widmete.
Der Erbe, Anton Schobloch jun., veräußerte die Anteile an der Montan- und Industrialwerke A.G., vorm. J.D. Starck noch im Jahre 1900 an den Industriellen und Bankier Isidor Petschek. Zu Beginn des 20. Jahrhunderts wurde das Unternehmen vollständig von den Prager Petscheks übernommen. Anton Schobloch jun. löste  nach 1900 den überwiegenden Teil der auf dem Gut Czemin haftenden Legate aus und verkaufte das Gut 1905 an Nikolaus von Falz-Fein, einen Schwiegersohn von Johann Anton Fritsch.
Im Museum für Sächsische Volkskunst ist das von 1849 bis 1850 geführte Stammbuch Schoblochs erhalten.

## Familie
Anton Schobloch hatte sieben Geschwister:
- Josef Carl (1839–1903), ⚭ mit Caroline Rohn
- Marie (* 1842), ⚭ mit Johann Wilhelm Nützel
- Emma (1844–1924), ⚭ mit Emanuel Fuhrmann
- Conrad (1846–1908), ⚭ mit Hermine Flögel
- Anna Maria (* 1850), ⚭ mit Heinrich Wonasek
- Anton Hugo (1852–1882)
- Agnes (1855–1862)

Anton Schobloch war mit Rosa Weibl (1842–1916) verheiratet. Aus der Ehe stammt der Sohn Johann Anton Konrad Schobloch  (* 1861); der promovierte Mathematiker lebte zuletzt in Dresden und betrieb als Privatgelehrter astronomische Forschungen.